# Forêts des îles du Pacifique Sud
Les forêts des îles du Pacifique Sud forment une région écologique identifiée par le Fonds mondial pour la nature (WWF) comme faisant partie de la liste « Global 200 », c'est-à-dire considérée comme exceptionnelle au niveau biologique et prioritaire en matière de conservation. Elle regroupe plusieurs écorégions terrestres insulaires de l'Océanie :
- Les forêts humides tropicales des îles Cook
- Les forêts sèches tropicales des Fidji
- Les forêts humides tropicales des Fidji
- Les forêts humides tropicales des Marquises
- Les forêts humides tropicales des Tuamotu
- Les forêts humides tropicales des îles de la Société
- Les forêts humides tropicales de Tubuai
- Les forêts humides tropicales des Tonga
- Les forêts humides tropicales des Samoa